# Demetrios von Rhodos (Sohn des Heliodoros)
Demetrios von Rhodos war ein antiker griechischer Bildhauer, der in der ersten Hälfte des 1. Jahrhunderts v. Chr. tätig war.
Demetrios stammte aus einer Bildhauerfamilie. Sein Vater Heliodoros war um 100 v. Chr. bereits als Bildhauer in Rhodos tätig gewesen; sein Bruder Plutarchos war ebenfalls Bildhauer in Rhodos.
Demetrios ist bekannt von einer Künstlersignatur auf der Basis einer Statue, die am Aufgang zur Akropolis von Lindos steht. Darauf stand eine nicht erhaltene Statue, die der Athena Lindia und dem Zeus Polieus geweiht war.
Bei einer weiteren Signatur aus der Akropolis von Lindos ist nur der Schlussbuchstabe des Künstlernamens erhalten, sodass hier sowohl Demetrios als auch sein Bruder Plutarchos als Urheber infrage kommen. Bei der zugehörigen Statue handelte es sich um die eines Priesters.